# Hirtella glaziovii
Hirtella glaziovii är en tvåhjärtbladig växtart som beskrevs av Paul Hermann Wilhelm Taubert. Hirtella glaziovii ingår i släktet Hirtella och familjen Chrysobalanaceae. Inga underarter finns listade i Catalogue of Life.